# Moderne Forschungen zur deutschen Geschichte
Moderne Forschungen zur deutschen Geschichte (ukrainisch Сучасні дослідження з німецької історії Suchasni doslidzhennia z nimetsʹkoi istorii) ist eine wissenschaftliche Zeitschrift, die 1973 am Lehrstuhl für Weltgeschichte der Nationalen Oles-Hontschar-Universität Dnipro gegründet wurde. Die Zeitschrift ist auf Themen der deutschen Geschichte, der Mennoniten in der Ukraine, deutschsprachiger Diasporen sowie auf die Germanistik als wissenschaftliche Disziplin spezialisiert.

## Geschichte
Die Zeitschrift wurde ursprünglich als institutsinternes Publikationsorgan gegründet, um Forschungsergebnisse zur deutschen Geschichte zu veröffentlichen. Der Initiator der Gründung war Professor Anatolij Sawjalow, der den Forschungsschwerpunkt auf die Geschichte der deutschen Arbeiterbewegung legte. Die ersten Ausgaben waren thematisch ausgerichtet und behandelten politische, wirtschaftliche und intellektuelle Aspekte der deutschen Geschichte.
1977 erhielt die Zeitschrift den Status einer hochschulübergreifenden Publikation, was ihren wissenschaftlichen Einfluss erheblich steigerte.
Im Laufe ihrer Geschichte konzentrierte sich die Zeitschrift auf folgende Themen:
- Geschichte politischer und sozialer Bewegungen in Deutschland;
- die deutsche Diaspora in der Ukraine, insbesondere Forschungen zu mennonitischen Kolonien;
- Historiografie und Quellenkunde zur deutschen Geschichte.

In den 1990er-Jahren erweiterte die Zeitschrift ihren thematischen Fokus erheblich und schloss Studien zur Geschichte deutschsprachiger Diasporen im Kontext der ukrainischen Geschichte ein.
Dank internationaler Konferenzen und Kooperationen mit Historikern aus verschiedenen Ländern entwickelte sich die Zeitschrift zu einer angesehenen Plattform für Germanisten. Eine der bedeutendsten Veranstaltungen war die internationale Konferenz „Deutsche in der Ukraine“ (1995), deren Ergebnisse in einer Sonderausgabe der Zeitschrift veröffentlicht wurden. 2017 übernahm Professorin Natalija Wenger die Redaktionsleitung. Die Zeitschrift erscheint weiterhin regelmäßig und zieht führende Experten der Germanistik aus aller Welt an.

## Forschung zu den Mennoniten
In den 1990er-Jahren verlagerte sich der wissenschaftliche Fokus der Zeitschrift von der allgemeinen deutschen Geschichte hin zur Erforschung deutscher Kolonien in der Ukraine, insbesondere der Mennoniten. Diese thematische Neuorientierung wurde durch die politischen und wissenschaftlichen Gegebenheiten der postsowjetischen Ära angestoßen, die den Zugang zu Archivbeständen erleichterten und internationale Partnerschaften förderten.
Die erste Sonderausgabe, die den Mennoniten gewidmet war, wurde 1995 vom Lehrstuhl vorbereitet. Sie enthielt Artikel über die Geschichte der mennonitischen Siedlungen, ihre sozioökonomische Organisation, ihren kulturellen Beitrag und ihre Interaktion mit anderen ethnischen Gemeinschaften in der Ukraine.
Die Veröffentlichungen der Zeitschrift trugen zur internationalen Zusammenarbeit mit Wissenschaftlern aus Deutschland, Kanada, den USA und anderen Ländern bei, die sich mit der Geschichte der Mennoniten beschäftigen. Die Einbindung internationaler Forscher ermöglichte eine Erweiterung der Quellenbasis und eine Vertiefung der wissenschaftlichen Erkenntnisse.